# Adrià Delgado
Adrià Delgado Baches  (nacido el 7 de abril de 1990 en  Barcelona, Cataluña) es un exjugador de waterpolo con doble nacionalidad brasileña y española. Su padre Manuel Delgado también fue jugador de waterpolo y participó en los Juegos Olímpicos de Moscú de 1980 con España. 

## Internacional
Es medalla de plata en el Europeo de Budapest 2020.
Anteriormente también había competido para Brasil, llegando a cuartos de final en los Juegos Olímpicos de Río y ganando una plata en el torneo Panamericano del año 2015.